# І
（称呼为 , 十进位i）是一个西里尔字母，源自希腊字母Ι（ι） ，出现在白俄罗斯语、乌克兰语、卢森尼亚语、科米-彼尔米亚克语、科米-兹梁语、哈卡斯语和哈萨克语之中使用。本来也是俄语的字母，但在1918年俄语正写法改革中被废除。

## 字母的次序
在乌克兰语字母中排第12位，在白俄罗斯语字母中排第10位，在卢森尼亚语、哈卡斯语字母中排第13位，在哈萨克语字母中排第38位。

## 音值
在乌克兰语、卢森尼亚语和白俄罗斯语为 /i/，在哈萨克语为 /ɘ/ 或短音 /ɪ/，在哈卡斯语为 /ɪ/。

## 字符编码
| 字符编码 | Unicode | ISO 8859-5 | KOI8-U |
| -------- | ------- | ---------- | ------ |
| 大写     | U+0406  | A6         | B6     |
| 小写     | U+0456  | F6         | A6     |

## 参看
- И и（西里尔字母）
- Ι ι （希腊字母）
- Ì ì（拉丁字母）

## 外部連結
- 维基词典中的词条「І」
- 维基词典中的词条「і」